# Janek Wiśniewski
Janek Wiśniewski je fiktivní polské mužské jméno, pod kterým je znám Zbyszek Godlewski, celým jménem Zbigniew Eugeniusz Godlewski (3. srpen 1952, Zelená Hora — 17. prosinec 1970, Gdyně), což byl polský dělník, zaměstnanec loděnic Komuny Paryskiej ve městě Gdyni, který byl první obětí zastřelenou příslušníky polské lidové armády během protestů a stávek dne 17. prosince 1970. O jeho smrti vypraví Ballada o Janku Wiśniewskim, kterou napsal Krzysztof Dowgiałło.

## Úmrtí

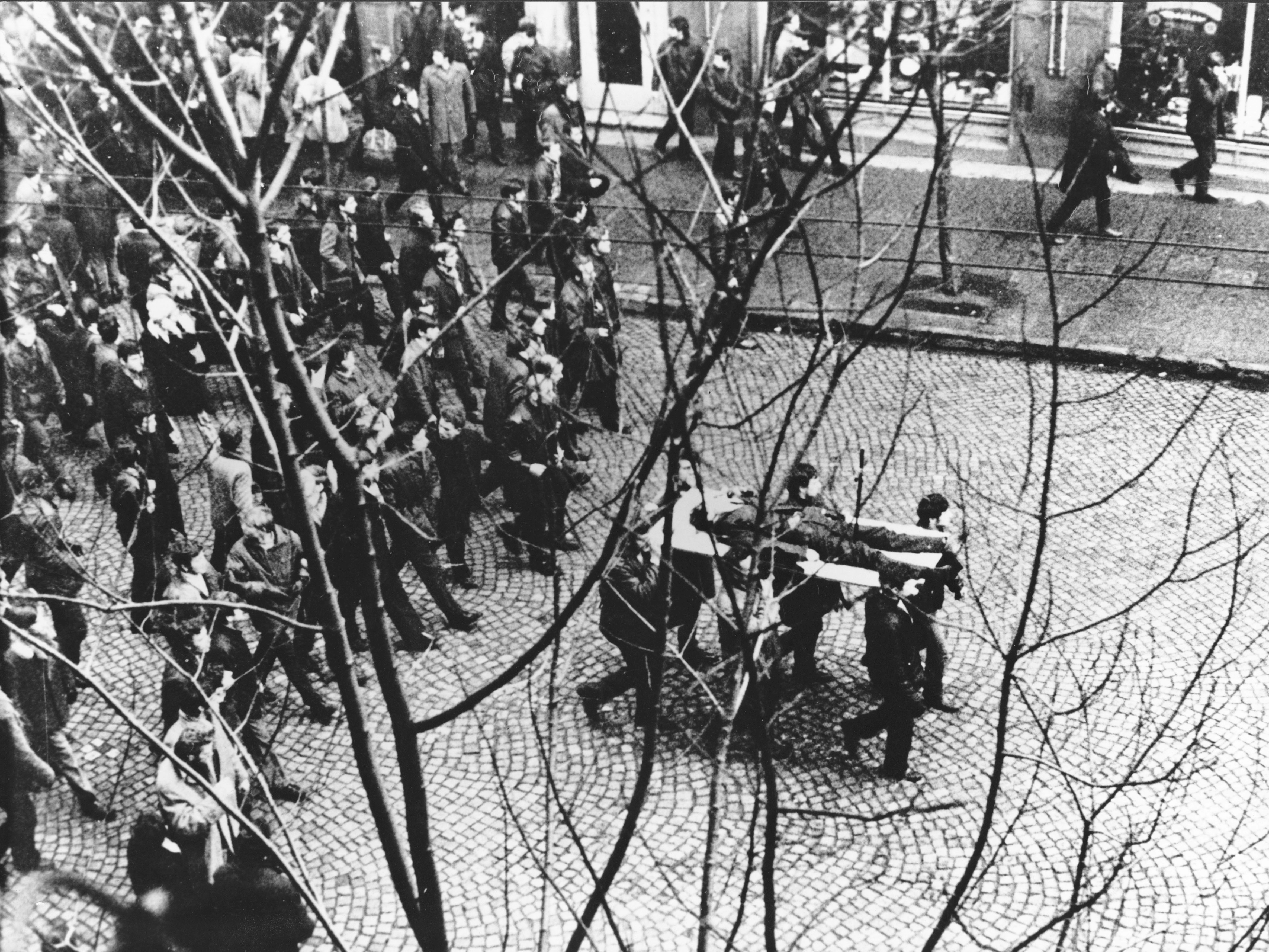
Zbyszek Godlewski padl

Dne 17. prosince 1970 v ranních hodinách při cestě do práce do gdyňských loděnic byl zastřelen příslušníky polské lidové armády. Stalo se tak u mostu v blízkosti železniční stanice Gdynia Stocznia (Gdyně loděnice). Bylo mu tehdy 18 let a stal se první obětí nepokojů v Gdaňsku a Gdyni v roce 1970. Jeho mrtvé tělo bylo přemístěno na dřevěné křídlo vylomených dveří, později také překryté zakrvácenou polskou bílo-červenou vlajkou a dřevěným křížem, a takto byl nesen v čele průvodu protestujícího davu přes město směrem k zdejšímu městskému výboru Polské sjednocené dělnické strany. Byl pohřben v utajení v noci z 18. na 19. prosince na hřbitově v městské části Gdańsk–Oliwa (Gdaňsk–Oliva). O rok později byly jeho ostatky přeneseny na hřbitov v městě Elbląg, kde dříve žil. Podle slov jeho otce mělo tělo tři zásahy od kulky, jednu v oblasti hrudníku a dvě v oblasti břicha.

## Ocenění
- 2008 :  Krzyż Zasługi (Kříž za zásluhy)
- 2015 :  Krzyż Wolności i Solidarności (Kříž svobody a solidárnosti)[2]

## Památka
Po roce 1989 nesou jméno Zbyszka Godlewskiho jména ulic v Gdyni, Elblągu a v jeho rodišti Zelené hoře.
Postavu Zbyszka Godlewskiho ve filmu Czarny Czwartek (2011) ztvárnil Tomasz Ziętek.

### Ballada o Janku Wiśniewskim
Smutný osud Zbyszka Godlewskiho inspiroval Krzysztofa Dowgiałłę k napsání balady. Jelikož ale tehdy ještě neznal jeho skutečné jméno, použil proto ve svém textu vymyšlené jméno – Janek Wiśniewski.
| Ballada o Janku Wiśniewskim Chłopcy z Grabówka, chłopcy z Chyloni, Dzisiaj milicja użyła broni. Dzielnieśmy stali, celnie rzucali. Janek Wiśniewski padł! Na drzwiach ponieśli go Świętojańską, Naprzeciw glinom, naprzeciw tankom. Chłopcy stoczniowcy - pomścijcie druha! Janek Wiśniewski padł! Jeden zraniony, drugi zabity, Krwi się zachciało słupskim bandytom. To partia strzela do robotników, Janek Wiśniewski padł! Krwawy Kociołek, to kat Trójmiasta, Przez niego giną dzieci, niewiasty. Poczekaj draniu - my cię dostaniem, Janek Wiśniewski padł! Stoczniowcy Gdyni, stoczniowcy Gdańska, Idźcie do domu, skończona walka. Świat się dowiedział, nic nie powiedział, Janek Wiśniewski padł! Nie płaczcie matki - to nie na darmo! Nad stocznią sztandar z czarną kokardą! Za chleb i wolność, i nową Polskę, Janek Wiśniewski padł! | Balada o Janku Wiśniewském Na kluky z Grabówek, na kluky z Chylonie, Dnes milice použila zbraně. Statečně stáli, přesně házeli, Janek Wiśniewski padl! Na dveřích nesli ho Svatojánskou (ulicí), Vstříc policajtům, vstříc tankům. Kluci loděníci pomstěte kamaráda, Janek Wiśniewski padl! Jeden zraněný, další zabitý, Krve se zachtělo slupským banditům. To partaj střílí do dělníků, Janek Wiśniewski padl! Krvavý Kociołek, ten kat Trojměstí. Kvůli němu umírají děti i nevěsty. Počkej bastarde, my tě dostaneme, Janek Wiśniewski padl! Loděníci z Gdyně, loděníci z Gdaňska, Jděte domů, skončil boj. Svět o tom dozvěděl, a neřekl nic, Janek Wiśniewski padl! Neplačte matky – nebylo to marné! Nad loděnicí (vlaje) vlajka s černou kokardou! Za chléb a svobodu, a za nové Polsko, Janek Wiśniewski padl! |